# Gérard Marsault
Pour les articles homonymes, voir Marsault.
Gérard Marsault, né le 1er avril 1912 à Cholet (Maine-et-Loire) et mort le 23 octobre 2000 dans le 15e arrondissement de Paris, est un militaire et résistant français, compagnon de la Libération. Polytechnicien affecté en Afrique, il choisit de se rallier à la France libre en 1940 et combat en Afrique du Nord et en Italie avant de prendre part à la libération de la France. Il continue ensuite sa carrière dans l'armée jusqu'au grade de général avant de prendre sa retraite.

## Biographie

### Jeunesse et engagement
Fils d'un directeur commercial, Gérard Marsault naît le 1er avril 1912 à Cholet. En 1932, il intègre l'école polytechnique et, à sa sortie, est affecté comme officier dans l'artillerie coloniale. En 1937, il est en poste au Tchad

### Seconde Guerre mondiale
Toujours au Tchad lors du déclenchement de la Seconde Guerre mondiale, il profite du ralliement de la colonie à la France libre le 28 août 1940 pour s'engager dans les forces françaises libres. En janvier 1941, il est promu capitaine et affecté à Port-Gentil, au Gabon, où il commande la batterie de côte no 5. Il est ensuite muté au Levant où il rejoint les rangs du 1er régiment d'artillerie (1er RA) dont il commande la 4e batterie. Avec la 1re division française libre (1re DFL) dont fait partie le 1er RA, il participe à la guerre du Désert en Libye à partir d'avril 1942. En juin de la même année, il prend part à la bataille de Bir Hakeim en soutien du bataillon de marche no 11 du commandant Georges Bavière puis en octobre et novembre suivants, à la seconde bataille d'El Alamein. Engagé dans la campagne de Tunisie en mai 1943, il se distingue lors des combats de Takrouna. Le mois suivant, il est promu chef d'escadron et prend le commandement du groupe d'artillerie de 155 mm du 1er RA.
En 1941, il passe au 1er groupe du régiment et participe à la campagne d'Italie au printemps 1944>. En août suivant, cette fois à la tête du 3e groupe, il participe au débarquement de Provence et à la bataille de Toulon qui s'ensuit. Suivant l'avancée de la 1re DFL, il combat ensuite lors de la bataille d'Alsace.

### Après-guerre
Restant dans l'armée après le conflit, il est affecté en Afrique-Équatoriale française (AEF) de 1945 à 1948 puis part pour l'Indochine où il est chef des travaux publics opérationnels de 1953 à 1954. Il retrouve l'AEF en étant directeur du service des matériels et bâtiments de 1956 à 1958 puis est muté sur le même poste pour l'Afrique-Occidentale française (AOF) de 1961 à 1963. Promu général de brigade en 1964, il connaît diverses affections jusqu'en 1968, année où il est versé à la 2e section à sa demande.
Gérard Marsault meurt à Paris le 23 octobre 2000 et est inhumé au cimetière du Montparnasse.

## Décorations
|  |  |  |  |  |  |  |  |  |
|  |  |  |  |  |  |  |  |  |
|  |  |  |  |  |  |  |  |  |
|  |  |  |  |  |  |  |  |  |
|  |  |  |  |  |  |  |  |  |

| Commandeur de la Légion d'honneur                                                                    | Commandeur de la Légion d'honneur                                                                    | Commandeur de la Légion d'honneur                                                                    | Compagnon de la Libération Par décret du 16 octobre 1945      | Compagnon de la Libération Par décret du 16 octobre 1945      | Compagnon de la Libération Par décret du 16 octobre 1945      | Croix de guerre 1939-1945                                            | Croix de guerre 1939-1945                                            | Croix de guerre 1939-1945                                            |
| Croix de guerre des Théâtres d'opérations extérieurs                                                 | Croix de guerre des Théâtres d'opérations extérieurs                                                 | Croix de guerre des Théâtres d'opérations extérieurs                                                 | Croix du combattant volontaire Avec agrafe "Guerre 1939-1945" | Croix du combattant volontaire Avec agrafe "Guerre 1939-1945" | Croix du combattant volontaire Avec agrafe "Guerre 1939-1945" | Croix du combattant                                                  | Croix du combattant                                                  | Croix du combattant                                                  |
| Médaille coloniale Avec agrafes "Tchad", "Libye", "Bir Hakeim", "Tunisie", "AEF" et "Extrême-Orient" | Médaille coloniale Avec agrafes "Tchad", "Libye", "Bir Hakeim", "Tunisie", "AEF" et "Extrême-Orient" | Médaille coloniale Avec agrafes "Tchad", "Libye", "Bir Hakeim", "Tunisie", "AEF" et "Extrême-Orient" | Médaille commémorative de Syrie-Cilicie Avec agrafe "Levant"  | Médaille commémorative de Syrie-Cilicie Avec agrafe "Levant"  | Médaille commémorative de Syrie-Cilicie Avec agrafe "Levant"  | Médaille commémorative des services volontaires dans la France libre | Médaille commémorative des services volontaires dans la France libre | Médaille commémorative des services volontaires dans la France libre |
| Médaille commémorative française de la guerre 1939-1945                                              | Médaille commémorative française de la guerre 1939-1945                                              | Médaille commémorative française de la guerre 1939-1945                                              | Médaille commémorative de la campagne d'Italie                | Médaille commémorative de la campagne d'Italie                | Médaille commémorative de la campagne d'Italie                | Médaille commémorative de la campagne d'Indochine                    | Médaille commémorative de la campagne d'Indochine                    | Médaille commémorative de la campagne d'Indochine                    |
| Officier de l'Ordre de l'Empire britannique                                                          | | |                                                               |                                                               |                                                               |                                                                      |                                                                      |                                                                      |